# Germans Dardenne
Jean-Pierre Dardenne (Engis, 21 d'abril de 1951) i Luc Dardenne (Awirs, 10 de març de 1954) són dos germans cineastes i guionistes belgues de la província valona de Lieja (Bèlgica). Junts escriuen, dirigeixen i produeixen pel·lícules i s'han denominat a si mateixos com «una persona amb quatre ulls».
Els germans Dardenne van començar la seva carrera realitzant documentals a final dels anys 1970 i ja el 1987 van rodar una primera obra de ficció, Falsch. No obstant això, no van obtenir el reconeixement de la crítica internacional fins a La promesa, el seu tercer llargmetratge, reconeixement que es va consolidar amb Rosetta, pel·lícula guanyadora de la Palma d'Or a l'edició número 52 del Festival de Cannes. Des d'aleshores, totes les seves pel·lícules han participat en la secció oficial a concurs del festival i el 2005 van guanyar una segona Palma d'Or amb El nen.

## Filmografia
| Any  | Títol                  | Premis                                                                         |
| ---- | ---------------------- | ------------------------------------------------------------------------------ |
| 1987 | Falsch                 |                                                                                |
| 1992 | Je pense à vous        |                                                                                |
| 1996 | La promesse            | Seminci: Espiga d'or                                                           |
| 1999 | Rosetta                | Cannes: Palma d'Or Cannes: Millor actriu per Émilie Dequenne.                  |
| 2002 | El fill                | Cannes: Millor actor per a Olivier Gourmet.                                    |
| 2005 | L'enfant               | Cannes: Palma d'Oro Guldbagge: millor pel·lícula estrangera                    |
| 2008 | Le silence de Lorna    | Cannes: millor guió                                                            |
| 2011 | El nen de la bicicleta | Cannes: gran premi del jurat (exaequo) Premis del cinema Europeu: millor guió. |
| 2014 | Dos dies, una nit      |                                                                                |
| 2016 | La noia desconeguda    |                                                                                |
| 2019 | El jove Ahmed          | Cannes: premi a la millor direcció.                                            |
| 2022 | Tori et Lokita         | Cannes: premi 75 anniversari.                                                  |